# Hypsicalotes
Hypsicalotes — рід родини Agamidae, що містить один вид Hypsicalotes kinabaluensis, знайдений у Малайзії.